# نيك سافيانو
نيك سافيانو (بالإنجليزية: Nick Saviano)‏ مواليد 5 يونيو 1956 في نيو جيرسي، هو لاعب كرة مضرب أمريكي سابق بدأ مسيرته كمحترف سنة 1973 وكان يلعب باليد اليسرى، اعتزل اللعب في 1984. أعلى تصنيف له في الفردي كان المركز الـ 48 في سنة 1978.

## روابط خارجية
- نيك سافيانو على موقع رابطة محترفي التنس (الإنجليزية)
- نيك سافيانو على موقع الاتحاد الدولي لكرة المضرب (الإنجليزية)
- نيك سافيانو على موقع خلاصة التنس.كوم (الإنجليزية)